# John Douglas Deshotel

Bischofswappen von John Douglas Deshotel

John Douglas Deshotel (* 6. Januar 1952 in Basile, Vereinigte Staaten) ist ein römisch-katholischer Geistlicher und Bischof von Lafayette.

## Leben
Der Altbischof von Lafayette, Maurice Schexnayder, weihte ihn am 13. Mai 1978 zum Priester. 2008 wurde er Generalvikar des Bistums Dallas.
Papst Benedikt XVI. ernannte ihn am 11. März 2010 zum Weihbischof in Dallas und Titularbischof von Cova. Der Bischof von Dallas, Kevin Joseph Farrell, spendete ihm am 27. April desselben Jahres die Bischofsweihe; Mitkonsekratoren waren Michael Gerard Duca, Bischof von Shreveport, und Charles Victor Grahmann, emeritierter Bischof von Dallas.
Am 17. Februar 2016 ernannte ihn Papst Franziskus zum Bischof von Lafayette. Die Amtseinführung fand am 15. April desselben Jahres statt.
Deshotel ist Großoffizier im Ritterorden vom Heiligen Grab zu Jerusalem und dessen Prior im Bistum Lafayette.